# Malahija
Malahija (od hebr. mal’ākī: moj glasnik, moj izaslanik) bio je posljednji od dvanaest starozavjetnih malih proroka. Djelovao je u doba obnove judaizma pod Ezrom i Nehemijom. Autor je proročke biblijske knjige.